# Slovenský pedagóg
A Slovenský pedagóg (lapcímének magyar fordítása Szlovák Pedagógus) szlovák nyelven megjelenő pedagógiai szaklap volt az első Szlovák Köztársaságban. A havilapot a Slovenský učiteľ, az Evanjelický učiteľ és a Sborník Spolku Profesorov Slovákov szaklapok összevonásával 1944-ben alapították. Mindössze hat lapszáma jelent meg.